# German Guy
German Guy («Немецкий парень») — одиннадцатый эпизод девятого сезона мультсериала «Гриффины». Первый эфир состоялся на канале FOX в США 20 февраля 2011 года.

## Сюжет
Крис хочет найти себе хобби, и он вместе со своим отцом начинает коллекционировать марки и пить, но Криса это не впечатляет. Вскоре он обнаруживает кукольный магазин, с владельцем которого, Францем Гутентагом, быстро заводит дружбу. Герберт узнаёт об этом, и пытается разрушить их отношения. Герберт противостоит Питеру, говоря ему, что Франц — нацист по имени Франц Шлехтнахт, с которым он встречался во время Второй Мировой Войны после того, как его самолет был сбит. После того, как Герберт попал в концентрационный лагерь, где о нём думали, что он гей из-за фотографий маленьких мальчиков в его бумажнике, не без вмешательства Франца, он был отправлен на переработку мусора, где его руки становились липкими из-за остатков содержимого бутылок(ведь иначе бы отправили Герберта на расстрел). Питер и Лоис не хотят верить Герберту, и вместо этого принимают решение пригласить Франца на обед. На следующий день Крис навещает Франца, и спрашивает, нацист ли он. Франц сразу же отрицает это, и Питер входит в дом, чтобы пригласить Франца на ещё один обед. В поисках туалета, Крис обнаруживает в доме Франца комнату, полную фашистской атрибутики.
Франц узнаёт, что Крис раскрыл его тайну, и решает спрятать Питера и Криса в подвале, чтобы потом убить их. Крис, успешно отобрав пистолет у Франца и не зная, кто точно его отец — Питер или Франц, наставляет на них пистолет с криком: «Как я узнаю, кто из вас мой папа?». Питер напоминает, что они с Гутентагом ничем не похожи друг на друга. Тогда Крис спрашивает: «Когда у меня день рождения?». Питер этого не знает, а Франц ответил. Крис стреляет в Питера. Франц выхватывает пистолет и запирает их на ночь. На следующее утро к Францу приходит Лоис, которая обеспокоена долгим отсутствием Питера и Криса. Франц говорит, что он их не видел. Тем временем Питер и Крис обнаруживают небольшое окно в подвале, в котором они оказались в ловушке. Заметив проходящую мимо Мэг, Крис и Питер начинают шутить по поводу её фигуры. Затем Крис видит Герберта, подзывает его и просит спасти их от офицера-фашиста. Питер просит Герберта, при его встрече с Мэг, назвать её «толстые бёдра». После переодевания в свою военную форму Герберт входит в дом Франца, и начинает бороться с ним, однако борьба идёт очень медленно, так как они оба — люди почтенного возраста. Наконец, Франц падает с его одноступенчатого крыльца, и умирает. После спасения Крис благодарит Герберта, и они оба стали хорошими друзьями. Появляется Мэг и говорит Питеру, что г-н Герберт назвал её «толстые бёдра», за что Питер также благодарит его, хотя считал, что Герберт забудет его просьбу.

## Интересные факты